# Отношения Камеруна и Республики Конго
Отношения Камеруна и Республики Конго — двусторонние дипломатические отношения между Камеруном и Республикой Конго. Протяжённость государственной границы между странами составляет 494 км.

## История
С момента обретения независимости Камерун и Республика Конго не только установили дипломатические отношения, но и участвовали в трансграничной торговле. Это стало возможным благодаря наличия общей границы у государств. Однако, Камерун позиционирует себя, как экономически сильное государство субрегиона Центральной Африки, поскольку занимает доминирующее положение в трансграничной торговле между странами, в том числе и с Республикой Конго. Со временем начала реализации проекта транспортного сообщения Кетта-Джум и Браззавиль-Яунде ускорилась коммерческая и другая трансграничная деятельность между обеими странами. Камерун сохраняет своё доминирующее положение в коммерческих сделках с Республикой Конго, которые действуют как связывающая сила между двумя странами.
В январе 2020 года произошла встреча между послом Камеруна в Республике Конго и министром иностранных дел этой страны. В ходе переговоров стороны отметили, что двусторонние отношения являются дружескими и находятся на высоком уровне, а также договорились принимать меры для дальнейшего расширения связей.

## Торговля
Трансграничная торговля с Республикой Конго приносит Камеруну некоторые денежные поступления, которые помогают в развитии экономики. В 2008 году экспорт Камеруна в Республику Конго через пункт Молунд составил 17 818 тонн, а через пункт вывоза Кенцу — 18 тонн. Реализованные продукты принесли Камеруну прибыль 2 962 956 487 франков КФА, что составило 11,5 % денежных поступлений страны от торговли с соседями по Экономическому сообществу стран Центральной Африки.

## Дипломатические миссии
- Камерун имеет посольство в Браззавиле[6].
- Республика Конго содержит посольство в Яунде[7].